# Hansas Gecas
Hansas Gecas (deutsch: Hans Goetz) (* 12. Septemberjul. / 24. September 1899greg. in Kaunas; † in Deutschland) war ein litauischer Fußballspieler. Als Angehöriger der deutschen Minderheit in Litauen nahm er mit der Litauischen Fußballnationalmannschaft an den Olympischen Sommerspielen 1924 in Paris teil.

## Karriere
Der deutschstämmige Hansas Gecas spielte mindestens im Jahr 1924 für Kultus Kaunas, einen Sportverein der deutschen Minderheit in Litauen. Mit der Mannschaft spielte Gecas um die Litauische Fußballmeisterschaft und wurde 1924 in der Kaunas Gruppe Dritter hinter Kovas Kaunas und LFLS Kaunas.
Am 25. Mai 1924 absolvierte Gecas sein Länderspieldebüt in der Litauischen Nationalmannschaft gegen die Schweiz, während des olympischen Fußballturniers in Paris. Zwei Tage später spielte die Nationalmannschaft nach dem Ausscheiden in Paris in einem Freundschaftsspiel gegen Ägypten und verlor mit 0:10, was bis heute die höchste Niederlage in der Länderspielgeschichte Litauens darstellt. (Stand: April 2024)